# 49.ª Divisão (Japão)
A 49ª Divisão foi uma divisão de infantaria do Império do Japão que serviu durante a Segunda Guerra Mundial. A divisão foi formada no dia 6 de janeiro de 1944 em Seoul, sendo desmobilizada no mês de setembro de 1945 com o fim da guerra.

## Comandantes
| Comandante                  | Data                                          |
| --------------------------- | --------------------------------------------- |
| Lt. General Saburo Takehara | 7 de janeiro de 1944 - 30 de setembro de 1945 |

## Subordinação
- Exército Chisen - janeiro de 1944
- Exército de Campo Burma - maio de 1944